# NGC 4146
NGC 4146 é uma galáxia espiral barrada (SBab) localizada na direcção da constelação de Coma Berenices. Possui uma declinação de +26° 25' 52" e uma ascensão recta de 12 horas, 10 minutos e 18,2 segundos.
A galáxia NGC 4146 foi descoberta em 6 de Abril de 1785 por William Herschel.